# Albertus Seba

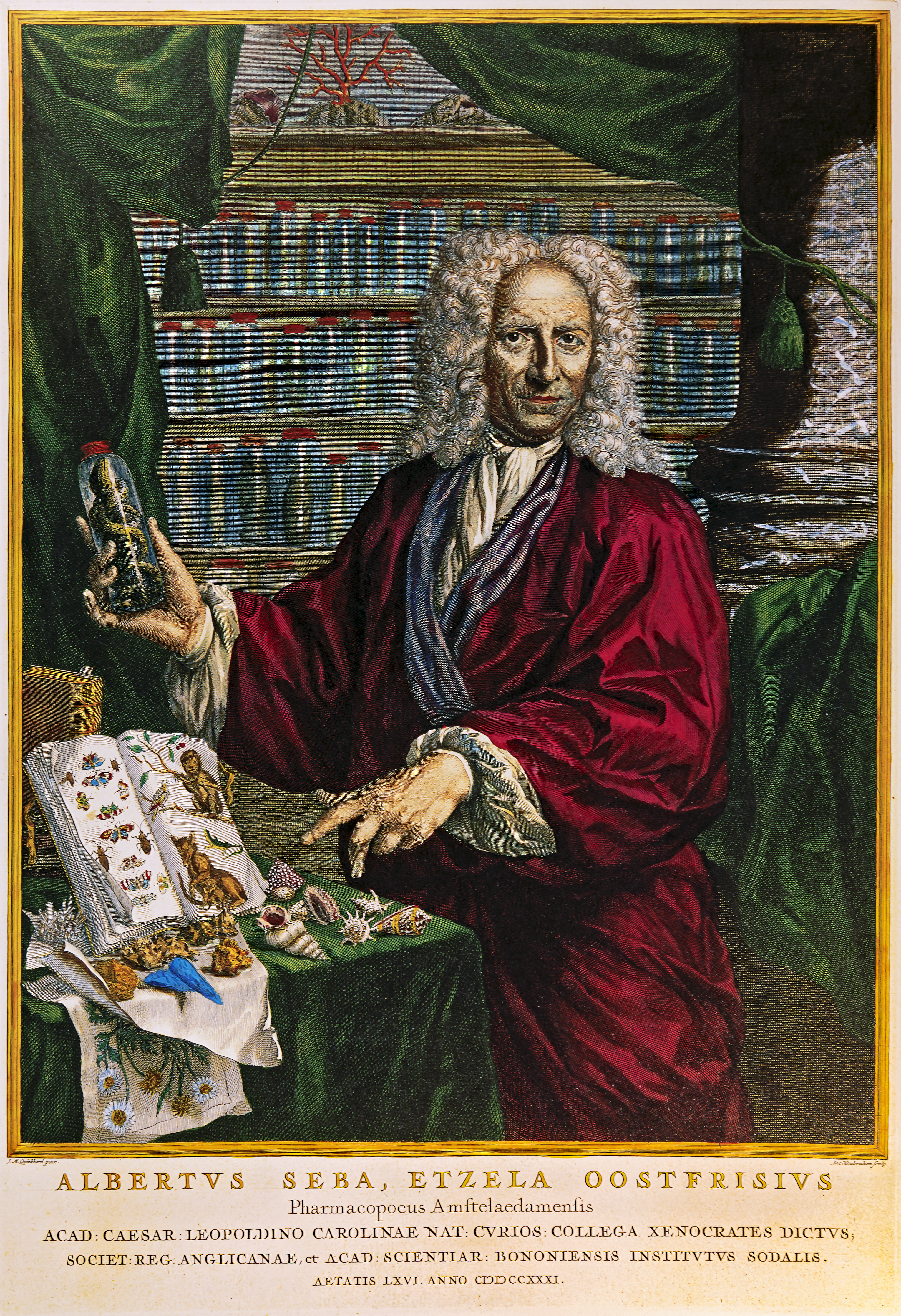
Albertus Seba mentre mostra una lucertola nella bottiglia

Albertus Seba (Etzel, 12 maggio 1665 – Amsterdam, 2 maggio 1736) è stato un farmacista, zoologo e collezionista olandese.

## Biografia
Nato nella Frisia orientale, si trasferì ad Amsterdam come apprendista ed aprì attorno al 1700 una farmacia nei pressi del porto. Seba chiese ai marinai e ai medici di bordo di portare piante esotiche e prodotti di origine animale che avrebbe potuto usare per la preparazione delle sue medicine. Iniziò inoltre a collezionare serpenti, uccelli, insetti, conchiglie e lucertole nella propria abitazione. Dal 1711 consegnò medicine alla corte russa a San Pietroburgo e talvolta accettò zenzero fresco come pagamento. Seba promosse la propria collezione allo zar attraverso il capo-medico di quest'ultimo, Robert Arskine, e all'inizio del 1716 Pietro il Grande comprò l'intera collezione. Sette mesi dopo diciassette arrivarono in Russia. Grazie all'intermediazione di Seba, Frederik Ruysch, un famoso botanico olandese, vendette a sua volta la propria collezione allo zar. Fu progettato un edificio speciale, e dal 1728 al 1830 entrambe le collezioni furono esposte alla Kunstkamera. L'Accademia russa delle scienze ha così acquisito due collezioni moderne e ben documentate.

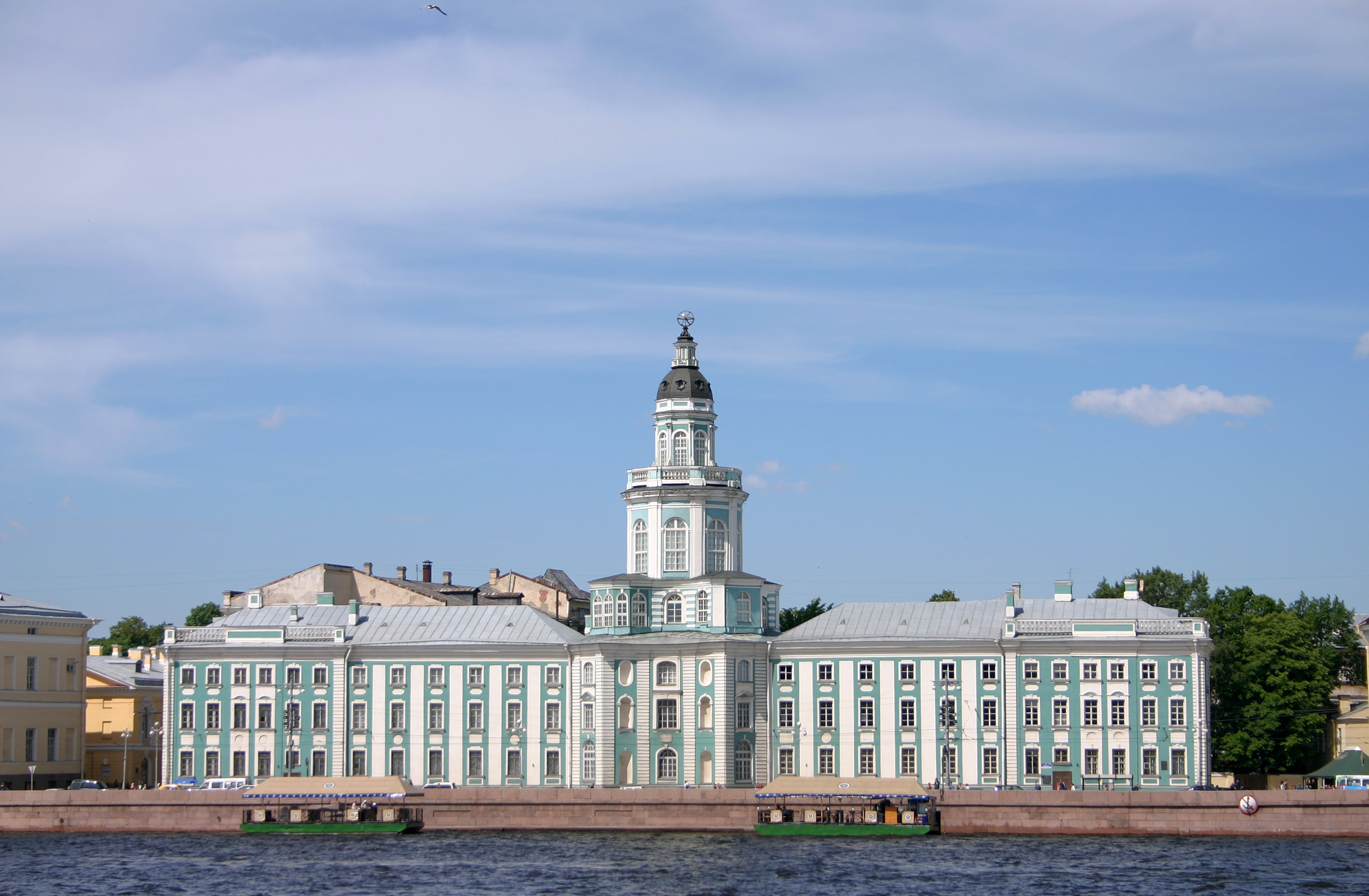
Veduta della Kunstkamera al di là del Neva

Nel 1728 Seba divenne membro della Royal Society. Nel 1735 Linneo fece visita a lui due volte.
Nel 1734 Seba pubblicò un thesaurus degli esemplari animali con incisioni molto accurate.
Il nome intero del thesaurus è, con doppio titolo in latino e olandese, Locupletissimi rerum naturalium thesauri accurata descriptio — Naaukeurige beschryving van het schatryke kabinet der voornaamste seldzaamheden der natuur (Descrizione accurata del ricchissimo dizionario dei principali e più rari oggetti della natura). Gli ultimi due dei quattro volumi furono pubblicati dopo la sua morte (1759 e 1765). Attualmente, il volume originale 446-plate volume è permanentemente in mostra alla Biblioteca Reale a L'Aia, in Olanda meridionale. Recentemente, una copia completa del thesaurus è stata venduta all'asta per 460.000 dollari. Nel 2001, Taschen Books ha pubblicato una ristampa del thesaurus.